# جو استفورد
جو الیزابت استفورد (انگلیسی: Jo Stafford؛ ۱۲ نوامبر ۱۹۱۷ – ۱۶ ژوئیهٔ ۲۰۰۸) یک خواننده و هنرپیشه اهل ایالات متحده آمریکا بود.
از معروف‌ترین اهنگ‌های او می‌توان به you belong to me و auntumn leaves اشاره کرد.